# De ijzervreter
De ijzervreter is het derde stripverhaal van de reeks Jump. De reeks wordt getekend door de Vlaamse striptekenaar Charel Cambré, die ook de scenario's voor zijn rekening neemt. Het stripalbum verscheen in april 2008.

## Verhaal
Lisa maakt zich grote zorgen over de groeiende schroothoop achter het clubhuis. Wanneer er voor de zoveelste keer iemand een goedwerkende koelkast en wasmachine op de schroothoop gooit is de maat vol. Lisa vraagt aan Brains of hij geen 'ijzervreter' zou willen uitvinden zodat de schroothoop eindelijk wat slinkt. Brains neemt de uitdaging aan en werkt zoals gewoonlijk weer de hele nacht door. Maar dit keer lijkt het jammer genoeg een onmogelijke opdracht. Brains ziet Armando slapen en wil juist hetzelfde doen wanneer er precies een bom ontploft. Het blijkt echter een neergestort ruimtetuig te zijn maar het lijkt leeg. Wanneer Brains en Armando terug naar het clubhuis gaan zien ze opeens bloedsporen. Het ruimtewezen is uit zijn machine geklommen en is het clubhuis binnengegaan. Brains verzorgt het ruimtewezen en valt samen met Armando in slaap. 's Morgens is het wezen hersteld en wil het eten. Hij kijkt in de koelkast en maakt rare geluiden. Brains pakt zowat alles uit de koelkast en geeft het wezen te eten. Het wezen probeert een druif te eten maar spuwt deze uit. Daarna ruikt hij aan de Mexicaanse bonen van Armando kipt deze op de grond en eet het blik op. Brains staat versteld want hij heeft eindelijk zijn ijzervreter gevonden. Dweezil zoekt een woordenboek om het ruimtewezen te verstaan. Alle foute woordenboeken gooit hij op de grond. Het ruimtewezen pakt het woordenboek Nederlands, bladert er enkele seconden in, en hij kent de Nederlandse taal. Hij stelt zichzelf: zijn naam is Ferre en hij is ongeveer een jaar geleden vertrokken van zijn thuisplaneet om voedsel te zoeken nadat de ijzerertsmijnen op zijn planeet waren ingestort.